# Alexander Nikolajewitsch Slepkow

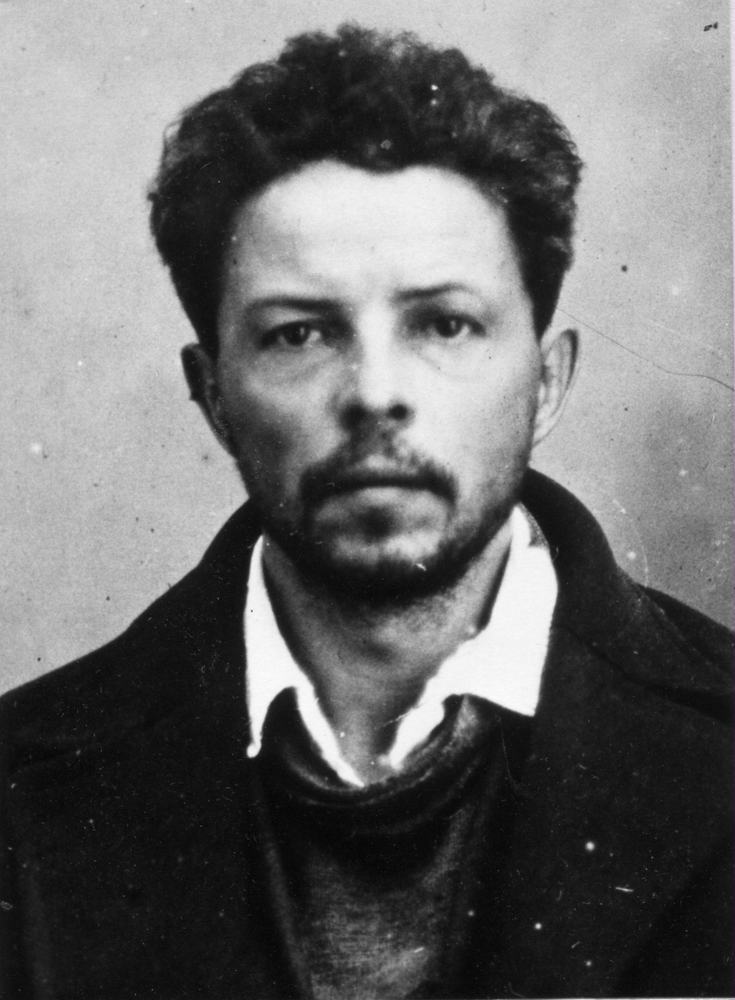
Alexander Nikolajewitsch Slepkow (1937)

Alexander Nikolajewitsch Slepkow (russisch Александр Николаевич Слепков; * 1899 in Rjasan; † 26. Mai 1937 in Moskau) war ein russischer Revolutionär.

## Leben
Der Gymnasiast war 1917 Mitglied der Konstitutionell-Demokratischen Partei Russlands (Kadetten) und trat nach deren Verbot 1918 den Bolschewiki bei. Er diplomierte an der IRP in Geschichte und Ökonomie. 1924 bis 1928 arbeitete er bei der Zeitung Prawda und der Zeitschrift Bolschewik. In den 1930er Jahren war er Theoretiker der „Rjutin-Gruppe“ und äußerte Bedauern über seine Rolle, die er im Kampf gegen Trotzki gespielt habe. 1932 wurde er das erste Mal verhaftet, 1937 in Moskau hingerichtet, wie auch seine jüngeren Brüder Wassili und Wladimir.

## Werke
- mit W. Astrow, J. Thomas (Hrsg.): Illustrierte Geschichte der russischen Revolution 1917. Münzenberg, Berlin 1928, DNB 579454363.